# Thaisinha (voleibolista)
Thaís Mariely Custódio de Souza (Monte Azul, 18 de abril de 1988) é uma voleibolista indoor brasileira, atuante na posição ponteira, com marca de alcance de 315 cm no ataque e 290 cm no bloqueio, que atuando por clubes conquistou a medalha de bronze no Campeonato Sul-Americano de Clubes de 2022 no Brasil.

## Carreira
A sua trajetória profissional tem início nas categorias de base do São Caetano/Blausiegel, representando o clube na temporada 2008-09, e na sequência transferiu-se para o Pinheiros/Mackenzie  na temporada 2008-09,  vestindo a camisa#05 do clube disputou a Superliga Brasileira A 2008-09, avançou as quartas de final, terminou em quinto lugar.
Renovou com o Pinheiros/Mackenzie, época que  já destacava e chamou atenção sua impulsão vertical de 85 cm e chegando atacar a 315 cm do chão  e sagrou-se campeã do Campeonato Paulista em 2009 e disputou a correspondente Superliga Brasileira A, camisa#1 encerrando por este clube na quarta posição.
Representou na jornada 2010-11 o clube BMG /São Bernardo e foi semifinalista do Campeonato Paulista de 2010, alcançou o vice-campeonato nos Jogos Abertos do Interior em Santos de 2010 e disputou a Superliga Brasileira A referente a temporada citada, disputando a fase das quartas de final nesta edição, finalizando na oitava colocação.
Na sequência foi atleta do time mineiro Mackenzie/Cia. do Terno nas competições de 2011-12, terminando com o vice-campeonato mineiro de 2011 e disputou as quartas de final da Superliga Brasileira A 2011-12 encerrando em sétimo lugar na classificação geral.No período esportivo seguinte atuou pelo Usiminas/Minas na Superliga Brasileira A 2012-13 encerrando na sétima colocação geral..
Transferiu-se para o São Cristóvão Saúde/São Caetano e disputou as competições da jornada 2013-14 e disputou a Superliga Brasileira A 2013-14, na qual encerrou na sétima posição.
Renovou com o São Cristóvão Saúde/São Caetano para temporada 2014-15 e por este clube foi  vice-campeã paulista de 2014, mesma posição obtida na divisão especial dos Jogos Abertos do Interior de 2014 em Bauru; além de encerrar na Superliga Brasileira A 2014-15 na oitava colocação.
Ainda pelo São Cristóvão Saúde / São Caetano  encerrou na oitava posição da Copa Brasil de 2015.No período esportivo de 2015-16 passou a jogar pelo São Cristóvão Saúde/São Caetano e finalizou na nona posição na correspondente Superliga Brasileira A.
Transferiu-se para o Genter/Vôlei Bauru, conquistou o título da Copa Santiago Seguros de Vôlei, realizada em Bauru; também foi finalista na Copa São Paulo de 2016sagrando-se campeã da Copa São Paulo de 2016, conquistando o título dos Jogos Abertos do Interior de São Paulo realizado em Bauru e disputou a Superliga Brasileira A 2016-17 alcançando a quinta posição, sendo a última temporada dela por este clube.
Novo retorno as quadras na temporada 2017-18, novamente ao Fluminense F.C. e disputou a Superliga Brasileira A 2017-18 alcançando o sexto lugar. e atuou nas temporadas 2018-19 e 2019-20.
Pela primeira vez atuou no exterior, na temporada 2020-21, transferiu-se para o time turco Çan Gençlik Kale SK.Foi repatriada pelo Sesi/Vôlei Bauru para a jornada esportiva de 2021-22 conquistando o título da Copa Brasil de 2022 e o bronze na Superliga Brasileira A de 2021-22  e medalhista de bronze no Campeonato Sul-Americano de Clubes de 2022 em Uberlândia.Renovou com o mesmo clube para a jornada de 2022-23, sagrando-se campeã da Supercopa Brasileira de 2022 em Bauru.

## Títulos e resultados

### Clubes
- Supercopa Brasileira:2022
- Copa Brasil:2022
- Superliga Brasileira A:2021-22
- Superliga Brasileira A:2009-10
- Campeonato Paulista: 2009
- Jogos Abertos de São Paulo: 2010
- Copa São Paulo:2016
- Jogos Abertos do Interior de São Paulo (Divisão Especial):2016
- Copa Santiago Seguros:2016